# Idéalisme français
Pour les articles homonymes, voir Idéalisme.
L’idéalisme français est le nom générique que l'on a donné à un courant philosophique et à un ensemble de philosophes français à la fin du XIXe siècle et au début du XXe siècle.
L'idéalisme français s'inspire fortement de l'idéalisme allemand, marqué par Kant, Hegel, Schopenhauer et Schelling.
Parmi les principaux philosophes français idéalistes, on peut citer Jules Lachelier (1832–1918), Léon Brunschvicg (1869–1944), René Le Senne (1882–1954), Victor Cousin, ou encore Pierre Teilhard de Chardin.[réf. nécessaire]
A l'instar de l'idéalisme britannique, il se caractérise par une attention portée aux problèmes d'éthique, qui découle des questions gnosologiques kantiennes pour aborder des thématiques centrées sur la personne humaine, dont le déploiement plein et entier est notamment l'objectif d'Octave Hamelin (1856–1907), disciple du phénoméniste Charles Renouvier (1815–1903).
Un disciple de Hamelin fut à son tour R. Le Senne, qui tenta de concilier la valeur de l'Absolu hégélien avec le personnalisme et la dimension existentielle de l'homme.